# Taeniodera idolica
Taeniodera idolica är en skalbaggsart som beskrevs av Oliver Erichson Janson 1909. Taeniodera idolica ingår i släktet Taeniodera och familjen Cetoniidae. Inga underarter finns listade i Catalogue of Life.